# División Intermedia 1928 (Perú)
La División Intermedia 1928 fue la tercera edición de la División Intermedia que constituía la segunda categoría en los torneos de Perú en esos años.

## Historia
En 1928 se lleva a cabo la tercera edición del campeonato. El torneo fue jugado por 50 equipos provenientes de Lima, del Callao y de los Balnearios del Sur. Se jugó en cinco grupos de diez equipos en los cuales los ganadores de cada uno clasificaban a la liguilla final por el título.
El campeón fue Sporting Tabaco que logró clasificar a la liguilla de promoción de ese mismo año. Luego de finalizar esa liguilla en segundo lugar, ascendió a la Primera División de 1929.
Los equipos mejores posicionados fueron seleccionados a pasar parte de la nueva Primera División B 1929. Mientras el resto de clubes permanecen en la División Intermedia 
Finalmente, los equipos que pierden la categoría retorna a la Segunda División Provincial para la siguiente temporada.

## Equipos participantes

#### Primera serie
- Unión Estrella - Liguilla y Asciende a la Primera B 1929
- Sport Inca - Asciende a la Primera B 1929
- Unión Carbone - Asciende a la Primera B 1929
- Boca Juniors Callao
- Sport Las Leonas
- Porvenir Miraflores
- Racing FBC
- Sport Lucanas - descendido
- Juventud Chorrillos - descendido
- Atlético Sáenz Peña - descendido

#### Segunda serie
- Sporting Tabaco - Liguilla
- Juventud Perú - Asciende a la Primera B 1929
- Atlético Buenos Aires - Asciende a la Primera B 1929
- Sportivo Áncash - Asciende a la Primera B 1929
- Sporting Association
- Intelectual Raimondi
- Unión Buenos Aires Chorrillos
- Juventud El Sol - descendido
- González Prada - descendido
- Sport Progreso Callao - descendido

#### Tercera serie
- Leonidas Yerovi - Liguilla y Asciende a la Primera B 1929
- Peruvian Boys - Asciende a la Primera B 1929
- Rada y Gamio
- Huáscar Barranco
- Social Progresista
- Sport Magdalena
- Juventud Ormeño - descendido
- Deportivo Pensilvania - descendido
- Nacional Barranco - descendido
- Independiente Callao - descendido

#### Cuarta serie
- Atlético Lusitania - Liguilla y Asciende a la Primera B 1929
- Unión Lazo - Asciende a la Primera B 1929
- Social Victoria
- Combinado Rímac
- Teniente Ruiz
- Victoria Barranco - descendido
- Juventud Soledad - descendido
- Sport Lavarello - descendido
- Carlos Tenaud - descendido
- Young Men - descendido

#### Quinta serie
- Federico Fernandini - Liguilla y Asciende a la Primera B 1929
- Jesús M. Salazar - Asciende a la Primera B 1929
- Sport José Gálvez
- Alianza Dos de Mayo
- Buenos Aires Barranco
- Sanguinetti y Dasso
- Atlético Espinar - descendido
- Centro Sportivo Ostolaza - descendido
- Fraternal Barranco - descendido
- Juventud Alianza - descendido

## Liguilla final
- Sporting Tabaco[2] - Campeón a liguilla de promoción
- Unión Estrella
- Atlético Lusitania
- Leonidas Yerovi
- Federico Fernandini

|                             |
| Campeón División Intermedia |
| Sporting Tabaco 1.er título |

## Nota
- En 1929, se llevó a cabo en paralelo la Primera División B y la División Intermedia como torneos independientes.
- Ante ello, en 1929 desaparece la Tercera División Provincial. Sin embargo, retorna en funciones en 1930.